# بيترس كوفمان
بيترس كوفمان (بالإنجليزية: Beatrice Kaufman)‏ هي كاتبة مسرحية وكاتِبة أمريكية، ولدت في 20 يناير 1895 في روتشستر في الولايات المتحدة، وتوفيت في 6 أكتوبر 1945.

## وصلات خارجية
- بيترس كوفمان على موقع قاعدة بيانات برودواي على الإنترنت (الإنجليزية)
- بيترس كوفمان على موقع قاعدة بيانات برودواي على الإنترنت (الإنجليزية)